# 脇坂行三

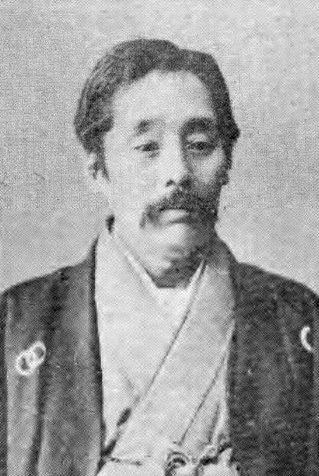
脇坂行三

脇坂 行三（わきさか こうぞう /わきざか ぎょうぞう、1849年（嘉永2年2月） - 1914年（大正3年）9月7日）は、明治時代の滋賀県の政治家。

## 生涯

### 生い立ち
1849年（嘉永2年）旧暦2月、近江国東浅井郡大郷村錦織（現:滋賀県長浜市）に生まれる。長じて豊後国中津の手島仁太郎、同国廣瀬孝之の私塾に入塾し、1871年（明治4年）横浜でドイツ語を修める。1879年（明治12年）東京府病院医学校を卒業し、同年医術開業試験を受け免状を得、帰郷し東浅井郡小谷村大字丁野にて医業に従事した。1880年（明治13年）地方衛生会員に任じられ、1885年（明治18年）7月滋賀県会議員選挙に立候補し当選する。1888年（明治21年）には県会常置委員に推され就任した。
1890年（明治23年）、自由党を支持し滋賀県内北部同士と共に東北倶楽部を結成し幹事長に就任、翌1891年（明治24年）3月第1回衆議院議員総選挙において当選した相馬永胤の辞職を受けた補欠選挙において当選し衆議院議員となった。1892年（明治25年）2月15日の第2回衆議院議員総選挙では次点にて落選したが、1894年（明治27年）3月1日の第3回衆議院議員総選挙において復活当選、以降1898年（明治31年）8月10日の第6回衆議院議員総選挙まで連続当選を果たした。立憲自由党から憲政党の中堅議員として活躍した。